# Idiocera persimilis
Idiocera persimilis är en tvåvingeart som först beskrevs av Alexander 1958.  Idiocera persimilis ingår i släktet Idiocera och familjen småharkrankar.
Artens utbredningsområde är Sri Lanka. Inga underarter finns listade i Catalogue of Life.